# 高雄市楠梓區油廠國民小學

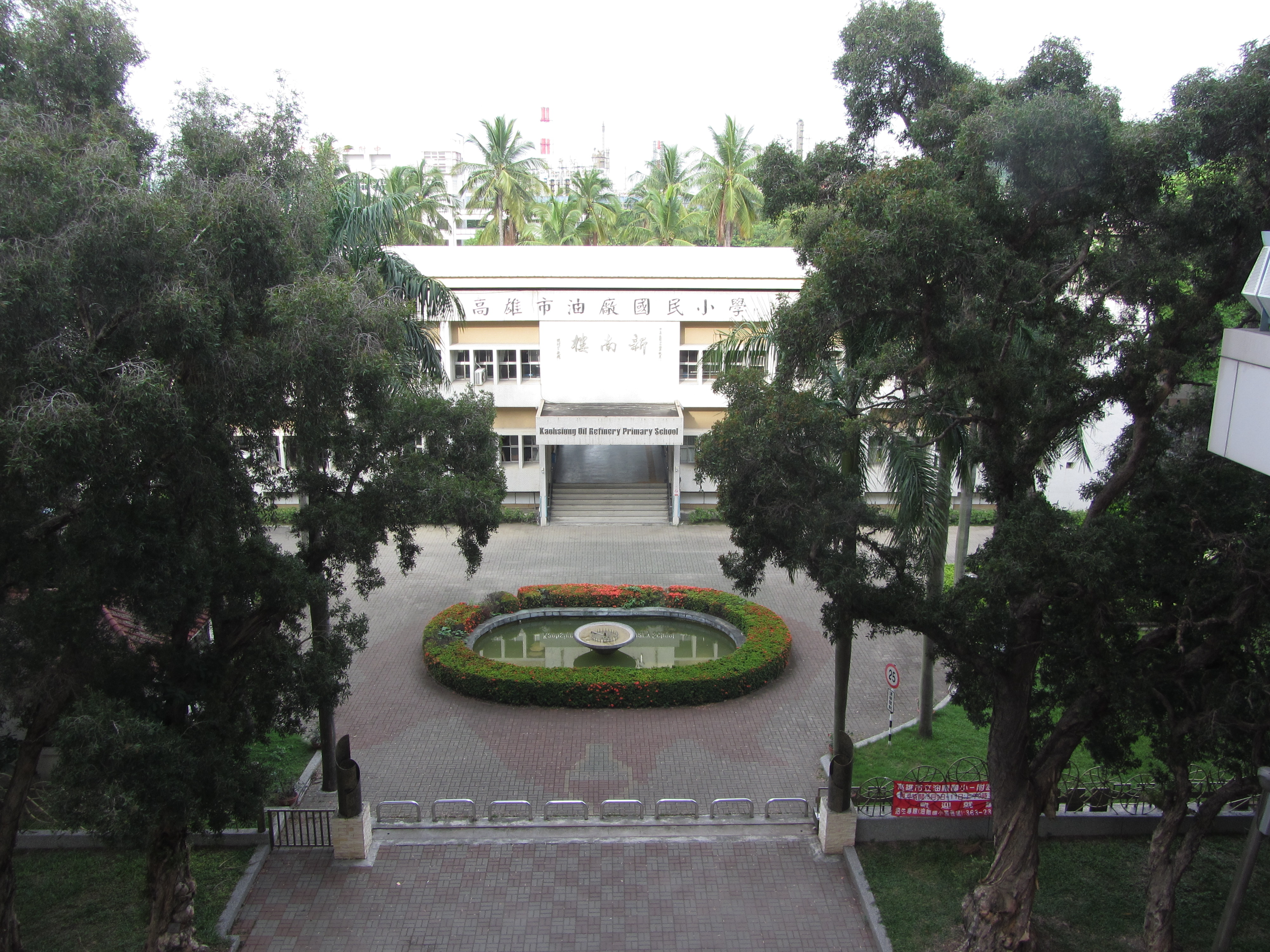
校門

高雄市楠梓區油廠國民小學（英語：Kaohsiung Oil Refinery Elementary School），簡稱油廠國小。為一間位於高雄市楠梓區的國民小學，成立於1947年，緊鄰著高雄捷運紅線油廠國小站及國立中山大學附屬國光高級中學。

## 沿革
- 1945年戰後初年，中國石油公司奉令接收位於左營區之日本海軍第六燃料廠，更名為高雄煉油廠。此時廠方在斷垣頹壁廢墟中重建煉油設備，所有員工子弟都遠赴楠梓國民學校或左營國民學校就讀，風雨往返、越過平交道，諸多不便。
- 1947年廠方為因應員工需要及安定員工向心力，爰組織董事會，設立員工子弟學校。由賓果廠長兼校長。
- 1948年董事會擬定教師考聘辦法，招聘合格優良教師任教。
- 1949年正式立案，定名為「高雄市油廠代用國民學校」。
- 1951年開辦附設幼稚園，分設誠毅、公忠幼兒園。
- 1982年依據教育部頒布之《國民教育法》，再度更改校名為「高雄市私立油廠國民小學」。
- 1986年高雄市私立油廠國民小學附設幼稚園奉准正式立案。
- 1999年附設托兒所立案。
- 2008年高雄市政府接辦高雄市私立油廠國民小學，更名為「高雄市楠梓區油廠國民小學」。

## 歷任校長
- 第一任：賓果（姓賓，名果，字質夫。生於1909~卒於1950）
- 第二任：蕭而鄺
- 第三任：王琇
- 第四任：趙繼長
- 第五任：張興義
- 第六任：張耀星
- 第七任：周德玲
- 第八任：陳敏華
- 第九任：吳慧珠
- 第十任：陳鼎華
- 第十一任：蘇聰榮

## 外部連結
高雄市立油廠國小 （页面存档备份，存于）（繁體中文）